# Dorado (Puerto Rico)
Dorado es un municipio de la costa norte del Estado Libre Asociado de Puerto Rico, fundado en 1842 por el latifundista Jacinto López Martínez.

## Historia
No consta en documento alguno por qué esta comunidad lleva el nombre de Dorado. Hay dos teorías, relacionadas con esta denominación. Se cree que las arenas del lugar a ciertas horas del día, cuando el sol les da se tornan color oro. El Dr. Marcelino Canino, autor de la Historia del Dorado probó con documentos que el nombre deriva de un apellido de gallegos que se establecieron en la desembocadura del río La Plata y allí se dedicaban a cambiar los caballos para los viajantes de la zona noroeste. Hay evidencia de que por el 1830 varios vecinos del pueblo de Toa Baja, decidieron trasladarse a otro sitio y construir ahí sus viviendas y cultivar la tierra. El sitio fue el que desde antaño se llamó Dorado. Las razones para ello fueron entre otras, la casi carencia de inundaciones. Además la región de hecho era más pintoresca. Un terrateniente, Jacinto López Martínez, unido a otros amigos empezaron un movimiento cívico para independizar este barrio del pueblo de Toa Baja. Varios eran los requisitos para conseguir del Gobierno español esta separación. Tenían que hacer una iglesia católica, la Casa del Rey (alcaldía), una casa para los párrocos de la iglesia, un cementerio, una plaza pública y una división de barriadas. En 1842 quedaron terminados todos estos proyectos. Así quedó organizado el pueblo de Dorado. En 1848 se cantó la primera misa asistiendo a la misma la alta jerarquía eclesiástica, el obispo y sus párrocos. Este acontecimiento se celebró con espléndidas fiestas patronales. Las peleas de gallos y las carreras de caballos eran los juegos más importantes. El Municipio fue dividido en el pueblo central del Dorado y sus barrios: Espinosa, Maguayo, Higuillar, Río Lajas; más tarde Maguayo pasó a ser Maguayo y Santa Rosa e Higuillar se dividió en Higuillar y Mameyal. El hecho de que Dorado se manifieste como pueblo próspero lo vemos en 1881, cuando ya había un embarcadero de víveres, una fábrica de ladrillos y cinco ingenios azucareros. Para este mismo año contaba con un periódico y una academia de segunda enseñanza en la que se impartían lecciones de Francés, Inglés, Métrica, Oratoria, Música, Esgrima y otras disciplinas. El 1.º de marzo de 1902 la Asamblea Legislativa de Puerto Rico aprobó una ley para la consolidación de ciertos términos municipales de Puerto Rico. La sección primera de esta ley estipulaba que en el primer día de julio de 1902 el Municipio de Dorado, entre otros, sería suprimido como tal y su ayuntamiento, con el alcalde y los empleados municipales su territorio sería anexado al Municipio de Toa Baja. Esta situación perduró desde 1902 a 1905. En marzo de este año la legislatura de Puerto Rico aprobó una ley mediante la cual se revocaba la aprobada en marzo de 1902 y Dorado es reorganizado y se constituye de nuevo en Municipio con los mismos límites y organización territorial que tenía antes de ser anexado a Toa Baja. 
Desde el principio de la colonización española, Dorado estaba comprendido en el partido de Toa Baja. Más tarde, al fundarse el Municipio de Toa Baja en 1745, Dorado pasó a ser un barrio del nuevo pueblo. Ya para 1812 la mayor parte de la población toabajeña habitaba en el Dorado. Desde 1826 se concibió la idea de fundar un municipio en el Dorado. Don José Canales, apoderado y hacendado toabajeño, se comprometió a construir parte de las dependencias públicas en el Dorado. Pero no fue hasta julio de 1841 que comenzaron las diligencias encaminadas a fundar el nuevo pueblo. Don Jacinto López Martínez fue el principal promovente, junto a don José de Folgueras, médico toabajeño residente de a Media Luna. El gobernador don Santiago de Méndez Vigo firmó el decreto de fundación del nuevo pueblo del Dorado el 22 de noviembre de 1842. El nombre oficial del pueblo es San Antonio del Dorado, pero por brevedad sólo se menciona “El Dorado”. Fue don Jacinto López el primer alcalde con título de “Capitán Poblador”. La Iglesia Católica fue consagrada el 1 de julio de 1848 y en esa ocasión se cantó un solemne Te Deum en acción de gracias. El pueblo fue dividido en el pueblo central del Dorado y sus barrios: Espinosa, Higuillar, Mameyal, Río Lajas y Maguayo. El Dorado está situado en la parte norte de la isla, cerca de la Capital de Puerto Rico. Sus pueblos adyacentes son Toa Baja, Toa Alta y Vega Alta. Dorado posee grandes valles utilizados en la siembra de plantas ornamentales, frutos menores y árboles frutales. También cuenta con grandes extensiones dedicadas tanto a la ganadería vacuna y caballar como a la acuacultura. Estos datos fueron tomados en su totalidad del libro del Dr. Marcelino Canino Salgado, Historiador Oficial del Dorado y miembro de la Academia puertorriqueña de la Historia.

## Economía
El Dorado siempre fue muy importante como zona industrial. A su alrededor había muchas centrales azucareras que hacían posible la producción de azúcar negra, melao anís y ron. Se fabricaban barriles para la azúcar. La fábrica se llamaba La Tonelería. Había herrería donde se hacían bebidas de todas clases. Todo esto desapareció tan pronto San Juan empezó su desarrollo. Ahora las nuevas industrias son hoteles, medicamentos, etc.
Dispone este Municipio de grandes valles utilizados en la siembra de caña de azúcar. A principios de la década del ‘60 todavía molía la central “Constancia”, ubicada en terrenos de este Municipio. Hoy sus cañas producidas por la Fincas de Beneficio Proporcional de la Corporación Azucarera de Puerto Rico se muelen en la Central Cambalache en Arecibo. Otros productos de la tierra son los árboles frutales, piñas, maíz, batata, toronjas, cocos, yautías y en general casi todos los que se producen en el país. Existen además numerosas lecherías y buenos hatos de ganado de carne, con gran cantidad de cabezas de vacunos. Este Municipio siempre fue muy importante en industrias. Hoy cuenta con una importante industria hotelera representada por hoteles de la categoría del Embasy Suite, Dorado Hyatt y Dorado Beach, que emplean 300 y 750 personas, respectivamente, en su mayoría vecinos de esta municipalidad. Otras fuentes económicas constituyen las industrias de sandalias, empacadoras, fábricas de correas y carteras de cuero, efectos eléctricos, curtidores de cuero, de mármol, cemento y gomas de equipo pesado. La industria de la construcción también constituye una importante proveedora de empleo.

## Alcaldes
-Jacinto López Martínez 1842-1850
-José Andreu Álvarez 1918-1921
-Pedro López Canino 1924-1928
-Alfredo López Marrero 	1928-1940
-Eugenio Córdova López 	1940-1944
-Eladio Rodríguez 	1944-1948
-Luis Rivera Santana 1948-1952
-Manuel Morales, hijo 	1952-1956
-José Marrero Díaz 	1956-1960
-Eladio Rodríguez 	1960-1968
-Manuel Morales, Hijo 	1968-1972
-Alfonso López Chaar 	1972-1987
-Carlos A. López Rivera 1987-Al Presente

## Bandera de Dorado
La bandera oficial del Municipio del Dorado está compuesta por tres (3) franjas del mismo tamaño como se indica aquí, inicia una franja color oro
seguida de una franja color marrón y termina con una franja oro. Las franjas oro o doradas simbolizan el nombre del pueblo, Dorado; y la franja
marrón representa al Santo Patrón de Dorado, San Antonio de Padua.

## Escudo de Dorado
Sus colores son el dorado, el plateado y el marrón. La corona mural, que se
encuentra en la parte superior del mismo, está esmaltada en color dorado
con ventanas de fondo marrón. Las tres torres que tiene la corona
significan que Dorado es un pueblo, una municipalidad debidamente
constituida.
Debajo de la corona mural, podemos observar cinco roeles que forman una T, a la que se Ilama Tau. Esta representa a San Antonio de Padua, a quien se asocia con los lirios o azucenas, heráldicamente se representan con las flores de lis. Estos roeles son de fondo marrón y las flores de lis son plateadas, porque representan al majestuoso Río La Plata, el cual bordea el pueblo de Dorado por el este.
El fondo dorado del escudo
constituye lo que en heráldica se denomina Almas parlantes Por ejemplo, en este caso, el color dorado representa directamente el nombre del pueblo; es
relativo al Patrón San Antonio de Padua, cuyo hábito es marrón.

## Monumentos
Monumento a las Raíces Puertorriqueñas
-Esta escultura, creada por el escultor doradeño Salvador Rivera Cardona. Está ubicada en el centro de la plaza de recreo de Dorado. Alcanza veinte pies desde la base hasta el extremo superior. Representa el origen triétnico del hombre y la mujer puertorriqueños. Origen que arraiga en la etnia indígena (taína), africana y europea (española).
El Monumento a las Raíces Puertorriqueñas fue creado a instancias del alcalde Carlos A. López Rivera, cuya administración financió su costo con ayuda de la Comisión Puertorriqueña para la Celebración del Quinto Centenario de América y Puerto Rico. Coincide su inauguración, además, con la conmemoración en el año 1992-93 del sesquicentenario (150 años) de la fundación de Dorado.
Casa del Rey Monumento Nacional
-La Casa del Rey, Dorado
Construida en 1823 y remodelada en 1978; es hoy un museo.
Esta casa fue originalmente construida en el 1823 (aproximadamente) como parador y cuartel de la guardia civil española de Toa Baja que hacía sus rondas de vigilancia en la zona de “El Dorado”. Consistía la construcción de cuatro muros de piedra de sillería y ladrillos, con una pequeña cárcel de ordinaria construcción y una sala que hacía de Cuartel. Con el tiempo la edificación fue abandonada y para mediados de siglo fue adquirida por Don Jacinto II quien edificó una cómoda residencia en madera del país y mampostería.
La casa estaba siempre abierta para todos, sin distinción de credos religiosos o políticos así como raciales. Sus últimos moradores fueron unos auténticos criollos puertorriqueños, productos del mestizaje nacional.
La antigua casa fue restaurada en el 1978 bajo la orientación y supervisión del Instituto de Cultura Puertorriqueña, para el disfrute de los doradeños y los puertorriqueños todos. Estará consagrada a la historia y cultura del pueblo de Dorado y Puerto Rico. Es deber de todos nosotros ayudar a conservar lo que con tanto esfuerzo lograron nuestros antepasados.

## Personas destacadas
- Jacinto López Martínez
- Pedro González Moret, reconocido Chef Internacional
- Esteban A. De Coenaga
- Marcelino Canino Canino
- José S. Alegría
- Juan Boria, Faraón del Verso negro
- Marcelino Juan Canino Salgado
- Ray González
- Jesús Cardona
- Alejandro Gil,[2] alias 'El Bori'

Hombres y Mujeres Sobresalientes
-Entre los hombres y mujeres sobresalientes del Dorado, el abogado don José S. Alegría brilló en los campos de la política, el periodismo y la literatura. Sus dos obras más conocidas, Retablos de la Aldea y El Alma de la Aldea, están realizadas a base de estampas costumbristas de nuestro pueblo. Don Marcelino Canino, padre sobresalió en el campo de la educación. También sus hijos, los doctores Marcelino Canino, Casilda Canino, y Pablo Juan Canino. El primero de ellos es autor de la Historia del Dorado y catedrático en la Universidad de Puerto Rico. En el campo de los deportes y bellas artes, Carlos Luis Torres fue campeón júnior de bodyboard surfing, campeón de ajedrez, músico, modelo y profesional en el campo de investigación en neurofisiologia. También se destacó como catedrática en la Facultad de Ciencias Naturales de la Universidad de Puerto Rico la doradeña Carmen Rosario Rossy Valderrama. Ferdinand Cestero y Francisco Escudé son los poetas doradeños más conocidos. Sobresalen también el declamador de poesías negroides Juan Boria y el compositor de música criolla Germán Giménez. Son también doradeños los conocidos cantantes Joe Valle y Horacio Olivo. La nueva cosecha de escritores doradeños incluye a Pablo Maysonet Marrero, Teodoro Correa Alvarado, Carmen Camacho Ilarraza, María R. Huertas Rivera, Benedicta Román Arce, Manuel G. Canino Montañez, Benjamín Santana Santana, Luis Raúl Nieves Román y Elfren Ríos Santiago. Entre nuestros pintores, se destacan Marcos J. Alegría, Jaime “Taly” Rivera y Jesús Cardona. Marcos Antonio Alegría es nuestro primer vitralista. En la escultura descuella Salvador Rivera Cardona, quien tiene a su haber entre otros trabajos importantes, los bustos de Juan Boria y Marcos J. Alegría así como el Monumento a las Raíces Puertorriqueñas. Otros artistas plásticos-gráficos doradeños son Luis Raúl “Pichilo” Nieves, Benjamín Santana Santana, Basilio Cardona Rodríguez, Pedro E. Rijos Carrión, Ramón L. Rosario, Myrna Báez, Luis Guzmán, Manuel Nevárez Padilla, Elis Martínez Santaigo, Ada Rosa Rivera Negrón, Mercedes Ortiz Dávila y la maestra de Artes Visuales de la Escuela Ricardo Arroyo Laracuente Lisandra Santiago Martínez. En el campo de la salud se destacaron el Dr. Esteban de Goenaga, cirujano dental; y los hermanos doctores Pedro Andrés y Manuel Meléndez. El profesor Hernán Ortiz Montañez ha realizado importantes investigaciones arqueológicas en el área del Ojo del Buey. Las profesoras de Biología, Petra Camacho Lozada y Eva Dávila López han hecho importantes contribuciones al quehacer investigativo en el campo de las ciencias. En el servicio público, cabe mencionar a José E. Rossy, Secretario del Departamento de Transportación y Obras Públicas; y a Gorgonio Barbosa, quien fuera Subsecretario del Departamento de Agricultura. Alfonso López Chaar fue alcalde de Dorado, Secretario Interio del Departamento de Estado y representante a la Cámara por Acumulación. El exatleta Arcadio “ Cayito” Concepción fue Educador y también se desempeñó como representante a la Cámara. El Lcdo. Juan R. Melecio, fue Juez y Presidente de la Comisión Estatal de Elecciones.

## Geografía
-Este Municipio limita por el Norte con el océano Atlántico, por el Este con el Municipio de Toa Baja, por el Sur con el de Toa Alta y por el Oeste con el de Vega Alta. El territorio del municipio es en su mayor parte llano, de suelos aluviales de gran fertilidad, aunque posee algunas partes semimontañosas. Le atraviesa el gran río de La Plata, el más largo de la isla, con varios afluentes nombrados Caño Cocal y Caño Estación. Si éste se dragara pudiera servir de comunicación entre Dorado y San Juan.
Como este municipio pertenece a la región de los llanos costaneros del norte, por lo que la mayor parte de su territorio es llano con menos de 328 pies por sobre el nivel del mar. Los mogotes o pepinos propios de la región son la principal característica del paisaje doradeño. Hay elevaciones en el sur que alcanzan los 656 pies y en el norte hay cerros que solo alcanza 262 pies de altitud.

### Barrios
- Espinosa
- Higuillar
- Maguayo
- Mameyal
- Dorado Pueblo
- Río Lajas

### Clima
Dorado tiene un clima de sabana subtropical húmedo, un promedio de lluvia de alrededor de 60 pulgadas y una temperatura promedio anual de 76 °F.la máxima récord es de 99 °F y la mínima 49 °F.
| Parámetros climáticos promedio de Dorado, Puerto Rico | Parámetros climáticos promedio de Dorado, Puerto Rico | Parámetros climáticos promedio de Dorado, Puerto Rico | Parámetros climáticos promedio de Dorado, Puerto Rico | Parámetros climáticos promedio de Dorado, Puerto Rico | Parámetros climáticos promedio de Dorado, Puerto Rico | Parámetros climáticos promedio de Dorado, Puerto Rico | Parámetros climáticos promedio de Dorado, Puerto Rico | Parámetros climáticos promedio de Dorado, Puerto Rico | Parámetros climáticos promedio de Dorado, Puerto Rico | Parámetros climáticos promedio de Dorado, Puerto Rico | Parámetros climáticos promedio de Dorado, Puerto Rico | Parámetros climáticos promedio de Dorado, Puerto Rico | Parámetros climáticos promedio de Dorado, Puerto Rico |
| Mes                                                   | Ene.                                                  | Feb.                                                  | Mar.                                                  | Abr.                                                  | May.                                                  | Jun.                                                  | Jul.                                                  | Ago.                                                  | Sep.                                                  | Oct.                                                  | Nov.                                                  | Dic.                                                  | Anual                                                 |
| ----------------------------------------------------- | ----------------------------------------------------- | ----------------------------------------------------- | ----------------------------------------------------- | ----------------------------------------------------- | ----------------------------------------------------- | ----------------------------------------------------- | ----------------------------------------------------- | ----------------------------------------------------- | ----------------------------------------------------- | ----------------------------------------------------- | ----------------------------------------------------- | ----------------------------------------------------- | ----------------------------------------------------- |
| Temp. máx. abs. (°C)                                  | 33                                                    | 36                                                    | 38                                                    | 36                                                    | 36                                                    | 36                                                    | 35                                                    | 39                                                    | 38                                                    | 37                                                    | 36                                                    | 34                                                    | 38                                                    |
| Temp. máx. media (°C)                                 | 25                                                    | 28                                                    | 28                                                    | 29                                                    | 30                                                    | 31                                                    | 32                                                    | 34                                                    | 33                                                    | 33                                                    | 28                                                    | 27                                                    | 29.6                                                  |
| Temp. mín. media (°C)                                 | 17                                                    | 16                                                    | 19                                                    | 20                                                    | 22                                                    | 23                                                    | 25                                                    | 26                                                    | 25                                                    | 24                                                    | 20                                                    | 18                                                    | 21.5                                                  |
| Temp. mín. abs. (°C)                                  | 9                                                     | 11                                                    | 10                                                    | 14                                                    | 16                                                    | 18                                                    | 19                                                    | 20                                                    | 19                                                    | 17                                                    | 15                                                    | 12                                                    | 9                                                     |
| Precipitación total (mm)                              | 100                                                   | 58                                                    | 54                                                    | 115                                                   | 134                                                   | 89                                                    | 106                                                   | 133                                                   | 250                                                   | 177                                                   | 202                                                   | 116                                                   | 1289                                                  |
| Fuente: Weather Channel 11 de mayo de 2009            |                                                       |                                                       |                                                       |                                                       |                                                       |                                                       |                                                       |                                                       |                                                       |                                                       |                                                       |                                                       |                                                       |

## Lugares de interés
- Jane Stern Dorado Community Library
- Casa del Rey
- Santuario del Cristo de la reconcialiacion (se encuentra la figura del Cristo resucitado más grande del mundo)
- Parque de los Aviones
- Parque de Bombas
- Teatro Juan Boria
- Casa del Artesano y Oficina de Turismo (venta de artesanías)
- Plaza de Recreo
- Área Recreativa La Marina
- Plaza Estación
- Escuela de Artes Marcos J. Alegría
- Plaza del Folklor Doradeño
- Monumento a las Raíces Puertorriqueñas
- Museo Histórico de Dorado
- Complejo deportivo Edgar Martínez
- Pabellón Comercial Rafael Hernández Colón
- Sala de exposiciones del Plata
- Casa Alcaldía
- Hotel Embassy Suite
- Área Recreativa El Ojo del Buey
- Plaza de los Doradeños Ilustres
- Balneario Sardinera
- Gran parque Agroturistico, Ecológico y Recreativo El Dorado
- Papo's Guacaros Place

## Festivales y Eventos
Dorado tiene varias actividades para el disfrute de todos los doradeños y todos los ciudadanos que deseen visitarnos. Algunos de los festivales son:
-Fiesta de Reyes (6 de enero)
-Carnaval del Plata (enero o febrero)
-Copa Dorado Paso Fino Minin Kuilan (abril)
-Festival de las Orquídeas (mayo)
-Fiestas patronales (junio)
-Rumbazo de Maguayo (julio)
-Festival de la Cocolia (agosto)
-Festival de Campo y Pueblo (septiembre)
_Festival del Maví (octubre)
-Festival de Navidad (diciembre)
-Noche en el Paraíso (Todos los primeros viernes del mes)

## Escuelas
-Esc. Secundaria José S. Alegría (1923)
-Esc. Secundaria Pedro López Canino (2002)
-Esc. Primaria Alfonso López García (2003)ahora abandonada
-Esc. Primaria Cristóbal Santana Melecio (2007)
-Esc. Primaria Luisa Valderrama (2000)
-Esc. Primaria Ecológica  José De Diego (2012)
-Esc. Primaria Jacinto López Martínez (1950)
-Esc. Secundaria Ricardo Arroyo Laracuente (1994)
-Esc. Primaria Kathleen de León (1999)
-Colegio Marcelino Canino Canino (1960)ahora abandonada
-Dorado Academy (1880)
-Dorado New Testament Christian Academy (1943)
- El Shaddai Christian Academy / ESCA Baseball School (1997)
- The Kingdom Christian Academy (1985)
-Universidad Teremos de Hostos (1940)

## Centros de educación
-Biblioteca Jane Stern Dorado Community Library ( https://web.archive.org/web/20180808173103/http://jsdcl.org/ ):
Fue fundada en 1974, y la primera biblioteca
pública en Puerto Rico que es bilingüe. Recientemente fue reconocida con
la "2008 National Medal for Museum and Library Service."

## Leyendas
Leyenda sobre El Ojo del Buey
-Se dice que esta roca ojo de buey, localizada en un área de la playa de Dorado, es la que guarda celosamente el tesoro abandonado por el pirata Cofresí. Y a todo el que se le acerca le demuestra su furor. El mar se agita amenazadoramente como indicando al intruso que se aparte a tiempo de su lado. Leyenda como ésta circula por toda la isla y es sorprendente ver como impresiona a unos y otros.
El que intente coger el cofre de Cofresi muere.

## Himno
Por: Juan Alegría Rivera
Por fin, en las riberas
del Dorado querido,
las corrientes del Plata,
que corren sin cesar,
traen a sus orillas
sus perlas y corales,
que emergen adornando
desde el fondo de la mar.
Que emergen adornando
desde el fondo de la mar.
Son lindas sus montañas,
que alegran el paseo,
aspirando las brisas
que vienen desde el mar,
y en las noches de calma,
reciben las caricias,
de las pampas alegres
en que duerme el terrenal.
De las pampas alegres
en que duerme el terrenal.
Los días de mi vida
que ufano consagré
al culto del estudio
con incesante afán.
Hoy, son óptimos frutos
que en generoso empeño,
al pueblo doradeño
aquí vengo a brindar.
Al pueblo doradeño
aquí vengo a brindar.